# Азим
Ази́м (араб. عظيم‎) — мужское имя арабского происхождения, в переводе с арабского означает «великий», «знатный», «серьёзный», «великолепный», «превосходный». Распространено у многих народов, исповедующих ислам.

## Аль-Азим
Аль-Азим (араб. العظيم — аль-‘ази́м) — одно из имён Аллаха, которое может применяться исключительно для обращения к Аллаху. Имя Аль-Азим употребляется в Коране 4 раза. Оно имеет много значений, относящихся к понятию величия Аллаха. Исламские богословы дают следующие определения имени Аль-Азим: Величайший; величию Которого нет начала и нет конца; высоте Которого нет границ; Тот, Которому нет подобного; Тот, Чью подлинную сущность и величие, которые превыше всякой вещи, не в силах постичь никто, ибо это превыше возможностей разума творений..

## Абд аль-Азим
Абд аль-Азим (араб. عبد العظيم — ‘абду-ль-‘ази́м) — двусоставное мужское имя арабского происхождения. Имя Абдул-Азим состоит из двух слов Абд (слуга, раб) и аль-Азим (Величайший), в переводе с арабского означающее «слуга Величайшего», «раб Величайшего».